# Ogilby-Ducker
Der Ogilby-Ducker (Cephalophorus ogilbyi, früher Cephalophus ogilbyi) oder Fernando-Po-Ducker ist eine Art der Ducker aus dem zentralen Afrika. Er kommt auf der Insel Bioko und auf dem kontinentalen Festland im südöstlichen Nigeria und südwestlichen Kamerun vor. Die Tiere bewohnen dort tropische Regenwälder des Tief- und Hochlands. Sie zeichnen sich durch eine goldbraune Farbgebung und einen schwarzen Rückenstreifen aus, der Vorderkopf ist charakteristisch aufgewölbt. Über die Lebensweise des Ogilby-Duckers ist nur wenig bekannt. Seine Erstbeschreibung erfolgte im Jahr 1838, teilweise wurden ihm im Verlauf des 20. Jahrhunderts der Weißbeinducker und der Brooke-Ducker als Unterarten zugewiesen, diese stellen nach heutiger Ansicht jedoch eigenständige Arten dar. Der Ogilby-Ducker gilt daher in einer erweiterten Fassung als Artenkomplex. Der Bestand wird als gefährdet eingeschätzt.

## Merkmale

### Habitus
Der Ogilby-Ducker besitzt eine Kopf-Rumpf-Länge von etwa 90 cm, zuzüglich eines etwa 15 cm langen Schwanzes. Die Schulterhöhe beträgt etwa 56 cm, das Gewicht liegt bei 18 bis 20 kg. Äußerlich ähnelt er stark dem nahe verwandten Weißbeinducker (Cephalophorus crusalbum) beziehungsweise dem Brooke-Ducker (Cephalophorus brookei). Der Rücken ist typisch aufgewölbt, die Beine sind lang und vor allem die hinteren Gliedmaßen außerordentlich kräftig. Das Fell zeichnet sich durch eine tief goldbraune bis mahagoniartige Farbgebung aus, der Rücken ist kräftiger koloriert als die Seiten. Generell erscheint der Ogilby-Ducker dunkler als der Brooke-Ducker. Hals und Nacken sind dünner behaart und haben eine braune Tönung, zudem tritt eine Zone mit entgegen der Strichlinie gerichteten Haaren auf. Am Nacken beginnt zusätzlich ein Bereich mit dunkleren Haaren, der an den Schultern dichter wird und sich zu einem schmalen dunklen Streifen entlang der Mittellinie des Rückens entwickelt. Dieser verläuft bis zur Wurzel des Schwanzes, ist bei manchen Individuen aber erst ab der Rückenmitte erkennbar und wird bis zu 3 cm breit. Die Bauchseite hebt sich hell goldbraun vom dunkleren Rücken ab. Die Beine sind von ähnlicher Farbgebung wie der Körper, werden zu den Hufen hin aber dunkler, was einen deutlichen Unterschied zum Weißbeinducker darstellt. Zusätzlich können an den Vorderbeinen dunkle Querstreifen auftreten. Am Schwanzende ist ein Haarbüschel aus grauen Haaren ausgebildet. Die Wangen zeigen sich ähnlich getönt wie der Körper, die Schnauze ist aber schwärzlich und die Stirn hell rötlichbraun. Ein spärliches Haarbüschel auf dem Scheitel variiert in seiner Farbgebung von hellorange bis dunkelbraun. Die Ohren sind groß, rund 8,8 cm lang und werden durch einen weißen Rand markiert. Beide Geschlechter tragen Hörner, die duckertypisch nach hinten gerichtet sind und leicht einwärts gebogen verlaufen. Vor allem bei Männchen heben sie sich durch charakteristische Querringe in der unteren Hälfte hervor. Die Hörner der männlichen Tiere werden durchschnittlich 8,9 cm lang, die der weiblichen sind mit rund 6 cm in der Regel etwas kürzer.

### Schädelmerkmale

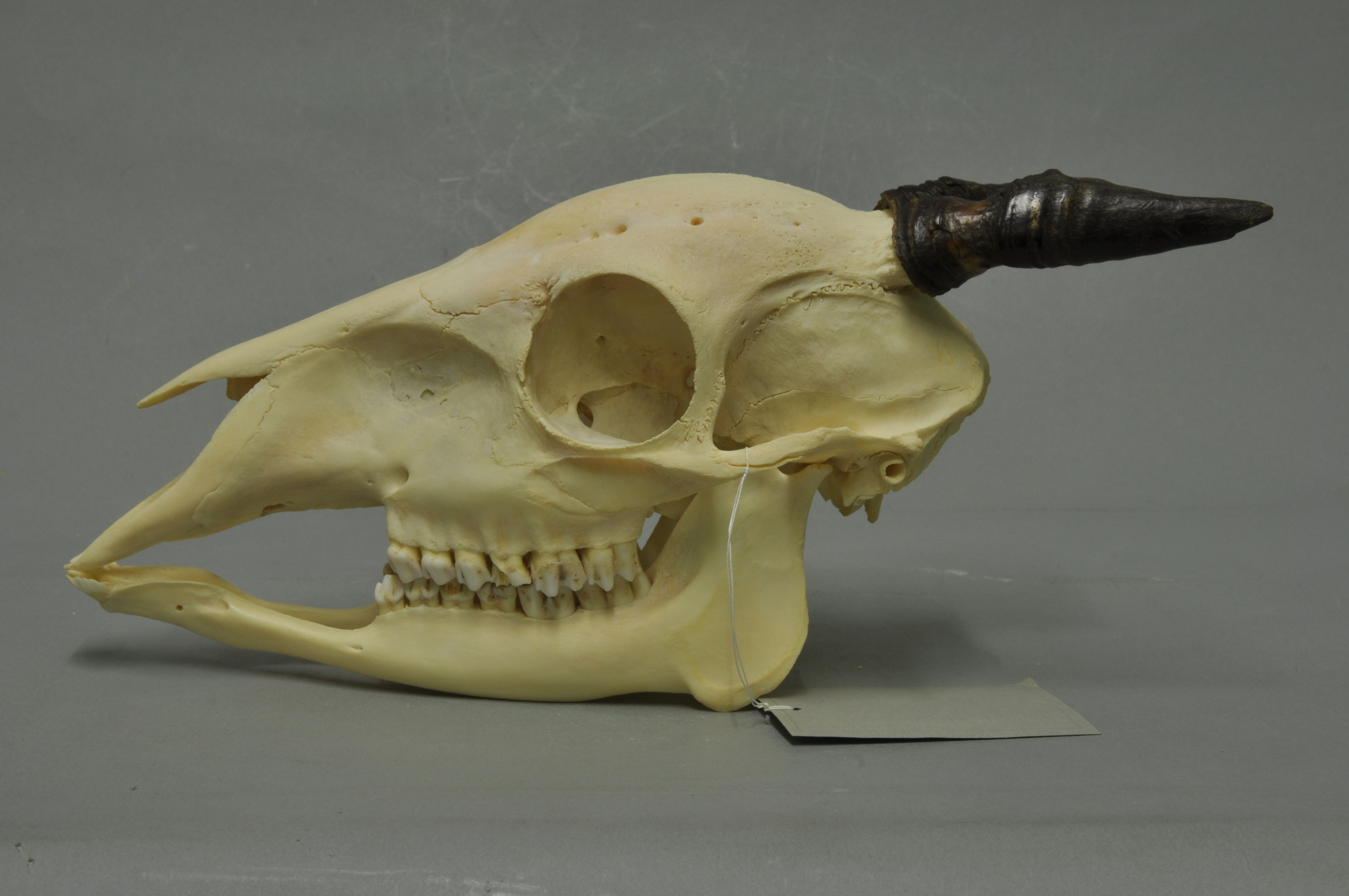
Schädel des Ogilby-Duckers

Der Schädel wird rund 19,8 cm lang, wovon der Voraugenbereich mehr als 10 cm einnimmt. Im Bereich der Jochbögen, die stärker gebogen sind als etwa beim Schwarzducker (Cephalophorus niger), liegt die Breite bei 8,6 cm. Charakteristisch ist die deutliche Aufwölbung der Stirnregion hinter dem Nasenbein-Stirnbein-Kontakt. Seitlich hebt diese sich aber nicht so deutlich hervor. Das Gebiss ist typisch für Hornträger aus 32 Zähnen aufgebaut, die Zahnformel lautet: {\displaystyle {\frac {0.0.3.3}{3.1.3.3}}}. Die Länge der oberen Zahnreihe beträgt durchschnittlich 5,7 cm.

## Verbreitung

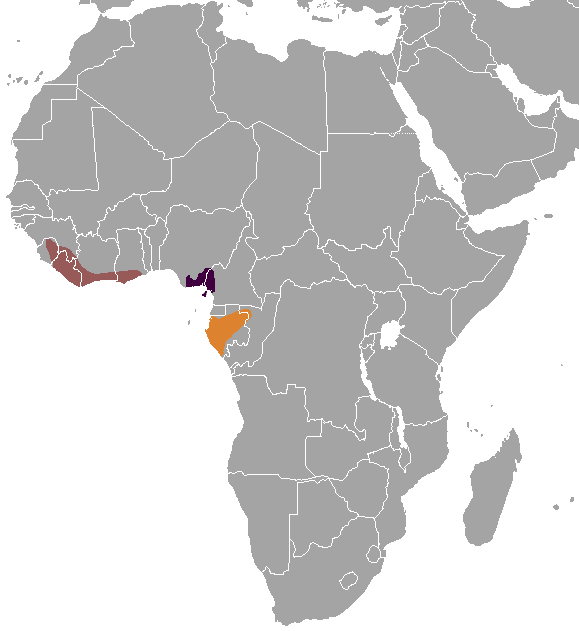
Ogilby-Ducker
Brooke-Ducker
Weißbeinducker

Der Ogilby-Ducker ist in Zentralafrika verbreitet und kommt hauptsächlich auf der Insel Bioko im Golf von Guinea vor. Auf dem Festland reicht sein Verbreitungsgebiet vom östlichen Nigeria östlich des Cross River bis ins südwestliche Kamerun. Die Tiere bewohnen feuchte immergrüne Regenwälder des Tieflands, auf Bioko sind sie zudem in Bergwäldern bis auf 2260 m Höhe in der Schefflera-Vegetationszone nachgewiesen. Für die Insel wird eine Populationsdichte von etwa 10 bis 13 Individuen je Quadratkilometer angenommen. Für das Festland variieren die Angaben, sie liegen für den Korup-Nationalpark im Südwesten von Kamerun bei etwa 4,5 bis 6,3 Individuen je Quadratkilometer, für den Cross-River-Nationalpark im Südosten Nigerias bei 1,6 bis 2 Tieren auf einer vergleichbar großen Fläche. Andere Erhebungen gehen dagegen von etwa 2 Tieren je Quadratkilometer bei einem höheren Vorkommen und 0,2 bei einer geringen Verbreitungsdichte aus. Möglicherweise beträgt der Gesamtbestand insgesamt 12.000 Tiere, davon etwa 1600 Tiere im Cross-River-Nationalpark.

## Lebensweise
Die Lebensweise des Ogilby-Duckers ist nur wenig untersucht. Er lebt einzelgängerisch, paarweise treten in der Regel nur Mütter mit Jungtieren auf. Die meisten Aktivitäten finden tagsüber kurz nach Sonnenauf- (06:30 bis 11:00 Uhr) und kurz vor Sonnenuntergang (16:00 bis 19:00 Uhr) statt. Die Mittagszeit und die Nacht wird schlafend verbracht, wobei die Tiere für die Nacht spezielle Ruheplätze aufsuchen. Sie unterhalten jeweils Eigenreviere, die nach Beobachtungen eines Männchens im Korup-Nationalpark etwa 10,6 ha groß sind und sich im Randbereich mit denen anderer Individuen überschneiden. Es ist aber unklar, ob die Tiere territorial sind. Das zentrale Areal des Reviers dient ausschließlich als Ruhebereich, zudem bestehen bestimmte Defäkationsstellen. Die Tiere durchstreifen ihr Territorium auf der Suche nach Nahrung. Über die Nahrungsaufnahme und die Fortpflanzung ist nichts bekannt. Eine jahreszeitliche Beschränkung der Fortpflanzung wird nicht angenommen. Auf der Insel Bioko, wo die Individuendichte höher ist als auf dem Festland, besteht möglicherweise eine komplexere Sozialstruktur. Die Tiere kommunizieren dort unter anderem durch einen lauten „wheet“-Ruf miteinander.

## Systematik
Der Ogilby-Ducker ist eine Art aus der Gattung Cephalophorus und der Familie der Hornträger (Bovidae). Die Gattung bildet innerhalb der Hornträger einen Teil der Tribus der Ducker (Cephalophini), zu denen fünf weitere Gattungen gerechnet werden. Die Ducker schließen zumeist kleinere bis mittelgroße, kompakt gebaute Vertreter der Hornträger ein. Diese kommen endemisch in Afrika vor und sind mit Ausnahme der Vertreter von Sylvicapra, die Savannenlandschaften bewohnen, überwiegend an waldreiche Habitate angepasst.
Die wissenschaftliche Erstbeschreibung des Ogilby-Duckers erfolgte durch George Robert Waterhouse im Jahr 1838. Er benannte seine neue Art Antilope ogilbyi, für die Beschreibung stand ihm ein Individuum von der Insel Bioko (ursprüngliche Bezeichnung Fernando Póo) zur Verfügung, welches Waterhouse auch als Typusgebiet ausgab. Er sah eine nähere Beziehung zur Gattung Tragelaphus (speziell zum Buschbock, der nach heutiger Auffassung einen Artkomplex darstellt), die damals deutlich weiter gefasst wurde und auch die Großen (Strepsiceros) und Kleinen Kudus (Ammelaphus) sowie die Elenantilopen (Taurotragus) einschloss. Mit der Artbezeichnung ogilbyi ehrte Waterhouse den irischen Naturforscher William Ogilby, der sich sehr um die Erforschung der Wiederkäuer und Hornträger verdient gemacht hatte. Im Jahr 1846 gliederte John Edward Gray die Art in die Gattung Cephalophus ein. Jedoch hatte Gray bereits 1842 die Namenskombination in der alternativen Schreibweise Cephalophorus ogilbyii verwendet.
Der Verweis der kleinen Ducker zur Gattung Cephalophus war relativ gebräuchlich im Verlauf des 19. und 20. Jahrhunderts. Dadurch erwuchs Cephalophus zu einer vergleichsweise artenreichen Gruppe. Molekulargenetische Studien aus dem Jahr 2001 zeigten allerdings auf, dass innerhalb der Gattung insgesamt drei Entwicklungslinien vorliegen. Diese umfassten die Riesenducker mit dem Jentink-Ducker und den Schwarzrückenducker, daneben die westafrikanischen Rotducker, etwa den Petersducker und den Schwarzducker wie auch die ostafrikanischen Rotducker, so den Natal-Rotducker und den Harvey-Rotducker. Diese Einteilung der Gattung Cephalophus bestätigte sich prinzipiell durch spätere, im Jahr 2012 veröffentlichte Untersuchungen. Demnach gehört der Ogilby-Ducker zu den westafrikanischen Rotduckern und ist mit dem Petersducker nahe verwandt. Die Aufsplittung der westafrikanischen Rotducker begann im Mittleren Pliozän vor rund 3,7 Millionen Jahren, die Trennung des Peters- vom Ogilby-Ducker erfolgte dann im Mittleren Pleistozän vor rund 300.000 Jahren. Als ein weiteres Ergebnis der genetischen Untersuchungen erwies sich aber, dass Sylvicapra die Schwestergruppe der Riesenducker darstellt, wodurch die Gattung Cephalophus paraphyletisch erschien. Es wurde daher angedacht, die Rotducker aus Cephalophus herauszulösen. Alexandre Hassanin schlug im Jahr 2012 die von Gray genutzte Gattungsbezeichnung Cephalophorus vor, was gut zehn Jahre später durch ein Arbeitsteam um Eva V. Bärmann umgesetzt wurde.
Hauptsächlich im Verlauf des 20. Jahrhunderts wurden dem Ogilby-Ducker neben der Nominatform zwei weitere Unterarten zugewiesen, der Brooke-Ducker und der Weißbeinducker. Der Brooke-Ducker erhielt seine Erstbeschreibung von Oldfield Thomas im Jahr 1903 anhand eines Individuums aus der Nähe von Cape Coast in Ghana. Thomas sah den Brooke-Ducker als Festlandsform des Ogilby-Duckers an, führte ihn aber als eigene Art. Nur kurze Zeit darauf, im Jahr 1914, vereinte Ernst Schwarz den Brooke-Ducker mit dem Ogilby-Ducker, was später Jane St. Leger bestätigte. In der Folgezeit blieb der Status quo weitgehend bestehen, so dass Peter Grubb im Jahr 1978 den Weißbeinducker unter Berufung auf rund ein Dutzend Individuen aus Gabun als dritte Unterart des Ogilby-Duckers einführte. Erst im Übergang vom 20. zum 21. Jahrhundert wurde zuerst der Brooke-Ducker aus dem Ogilby-Ducker herausgelöst, in einer Revision der Hornträger durch Colin Peter Groves und Peter Grubb aus dem Jahr 2011 dann auch der Weißbeinducker als eigenständig geführt. Andere Systematiken sehen den Ogilby-Ducker im weiteren Sinne zwar noch als einzelne Art an, weisen aber darauf hin, dass es sich hierbei um einen Artkomplex bestehend aus drei allopatrischen Arten handelt.

## Bedrohung und Schutz
Die IUCN listet den Ogilby-Ducker in der Kategorie „gefährdet“ (vulnerable). Die Art wird vor allem auf der Insel Bioko stark bejagt, das Fleisch der Tiere gelangt dann als Bushmeat auf die lokalen Märkte. Untersuchungen in den 1990er Jahren ergaben, dass jährlich etwa 3200 Tiere auf den Märkten verkauft wurden, was zu dem damaligen Zeitpunkt etwa 1,6 erlegten Individuen je Quadratkilometer entsprach. Bei einer angenommenen Wachstumsrate der Population von 2 Geburten je Quadratkilometer wurde diese Menge als nicht nachhaltig angesehen. In einigen Regionen der Insel war der Ogilby-Ducker die vierthäufigst gejagte Art. Noch zu Beginn des 21. Jahrhunderts wurden in einer 33-monatigen Untersuchung im Norden der Insel rund 209 für den Bushmeat-Markt getötete Tiere gezählt. Auch auf dem Festland ist der Bestand des Ogilby-Duckers durch Jagd teils stark dezimiert worden. Die Art tritt in mehreren Naturschutzgebieten auf, so im Cross-River-Nationalpark in Nigeria und im Korup-Nationalpark in Kamerun. Auf Bioko kommen die Tiere im Reservat Gran Caldera de Luba im Süden und im Reservat Pico Basile im Zentrum der Insel vor. Vor allem ersteres Reservat ist bedeutend für das Überleben des Ogilby-Duckers auf der Insel.